# Учтурфан
41°13′01″ пн. ш. 79°13′43″ сх. д. / 41.21708° пн. ш. 79.22849° сх. д.
Учтурфан (також Уши, від кит. 乌什县, пін. Wūshí Xiàn, трансліт. Uqturpan) — один із повітів КНР у складі області Аксу, СУАР. Адміністративний центр — містечко Учтурфан.

## Географія
Повіт Учтурфан лежить на висоті близько 1400 метрів над рівнем моря у нижній течії Тошкану.

### Клімат
Повіт знаходиться у зоні, котра характеризується кліматом пустель помірного поясу. Найтепліший місяць — липень із середньою температурою 21,9 °C. Найхолодніший місяць — січень, із середньою температурою -9 °С.
| Клімат повіту Учтурфан  | Клімат повіту Учтурфан | Клімат повіту Учтурфан | Клімат повіту Учтурфан | Клімат повіту Учтурфан | Клімат повіту Учтурфан | Клімат повіту Учтурфан | Клімат повіту Учтурфан | Клімат повіту Учтурфан | Клімат повіту Учтурфан | Клімат повіту Учтурфан | Клімат повіту Учтурфан | Клімат повіту Учтурфан | Клімат повіту Учтурфан |
| Показник                | Січ.                   | Лют.                   | Бер.                   | Квіт.                  | Трав.                  | Черв.                  | Лип.                   | Серп.                  | Вер.                   | Жовт.                  | Лист.                  | Груд.                  | Рік                    |
| Середній максимум, °C   | −2,1                   | 3,7                    | 11,9                   | 20,1                   | 24,5                   | 27,9                   | 29,2                   | 28,4                   | 24,1                   | 17,4                   | 8,4                    | −0,1                   | 16,1                   |
| Середня температура, °C | −9                     | −2,7                   | 5,6                    | 13,3                   | 17,5                   | 20,8                   | 21,9                   | 21,2                   | 16,9                   | 9,7                    | 1,4                    | −6,4                   | 9,2                    |
| Середній мінімум, °C    | −14,9                  | −8,5                   | −0,2                   | 6,7                    | 10,8                   | 14,0                   | 15,2                   | 14,6                   | 10,5                   | 3,4                    | −3,5                   | −11,3                  | 3,1                    |
| Норма опадів, мм        | 2                      | 3.5                    | 8.8                    | 9.7                    | 14.2                   | 18.5                   | 21.6                   | 20.1                   | 20.2                   | 5.4                    | 2.1                    | 2.2                    | 128.3                  |
| Вологість повітря, %    | 72                     | 62                     | 53                     | 44                     | 49                     | 52                     | 57                     | 58                     | 63                     | 65                     | 71                     | 76                     | 60.2                   |
| ----------------------- | ---------------------- | ---------------------- | ---------------------- | ---------------------- | ---------------------- | ---------------------- | ---------------------- | ---------------------- | ---------------------- | ---------------------- | ---------------------- | ---------------------- | ---------------------- |
| Джерело: data.cma.cn    |                        |                        |                        |                        |                        |                        |                        |                        |                        |                        |                        |                        |                        |